# Drążna
Drążna – wieś w Polsce położona w województwie wielkopolskim, w powiecie słupeckim, w gminie Słupca. We wsi znajduje się jedno z dwóch gimnazjów gminy Słupca – Publiczne Gimnazjum w Drążnej oraz straż założona w 1932.
Wieś duchowna Drzązno, własność biskupstwa poznańskiego, pod koniec XVI wieku leżała w powiecie pyzdrskim województwa kaliskiego.
W latach 1954–1960 wieś należała i była siedzibą władz gromady Drążna, po jej zniesieniu w gromadzie Młodojewo. W latach 1975–1998 miejscowość administracyjnie należała do województwa konińskiego.
Liczba mieszkańców w roku 2011 wynosiła 322 osoby.